# Карел Абрахам
Ка́рел А́брахам (чеськ. Karel Abraham; 2 січня 1990, Брно, Чехословаччина) — чеський мотогонщик, учасник чемпіонатів світу з шосейно-кільцевих мотогонок серій MotoGP та WSBK. У сезоні 2016 виступає в чемпіонаті WSBK за команду «Milwaukee BMW».

## Спортивна кар'єра
У період 1996-2001 років Карел Абрахам займався гірськолижним спортом, але повністю змінив спортивні інтереси, вирішивши професійно займатись мотоспортом. У 2002 і 2003 роках він брав участь у чеському та європейському чемпіонатах з мінімото. У 2003 році зайняв третє місце у чемпіонаті Чехії в класі 125сс серед юніорів. У 2004 році брав участь у чемпіонатах Чехії, Німеччини та Європи.

### Клас 125сс
Карел дебютував у чемпіонаті світу з шосейно-кільцевих мотоперегонів MotoGP в класі 125сс у 2005 році, виступаючи за команду «Aprilia Cardion Semprucci Blauer». У 15 гонках того сезону не зміг здобути бодай очка.
У 2006 році Карел перейшов у нову команду «Cardion AB Motoracing», засновану його батьком. У ній він був єдиним гонщиком, найкращим результатом стало одинадцяте місце у Португалії, сезон загалом же закінчив на 24-у місці з 8 очками.

### 250сс
У 2007 році Абрахам разом з командою перейшов до класу 250сс, досягнувши найкращого результату з двох десятих місць (Велика Британія і Португалія); сезон закінчив на 16-му місці з 31 очками.
У 2008 році його найкращим результатом було два сьомих місця (Катар і Італія), сезон закінчив знову на 16-му місці, набравши 40 очок. У цьому сезоні змушений був пропустити Гран-Прі Японії через травму.
У 2009 році двічі досяг шостого місця на етапах (Австралія і Валенсія), сезон завершив 14-им з 74 очками.

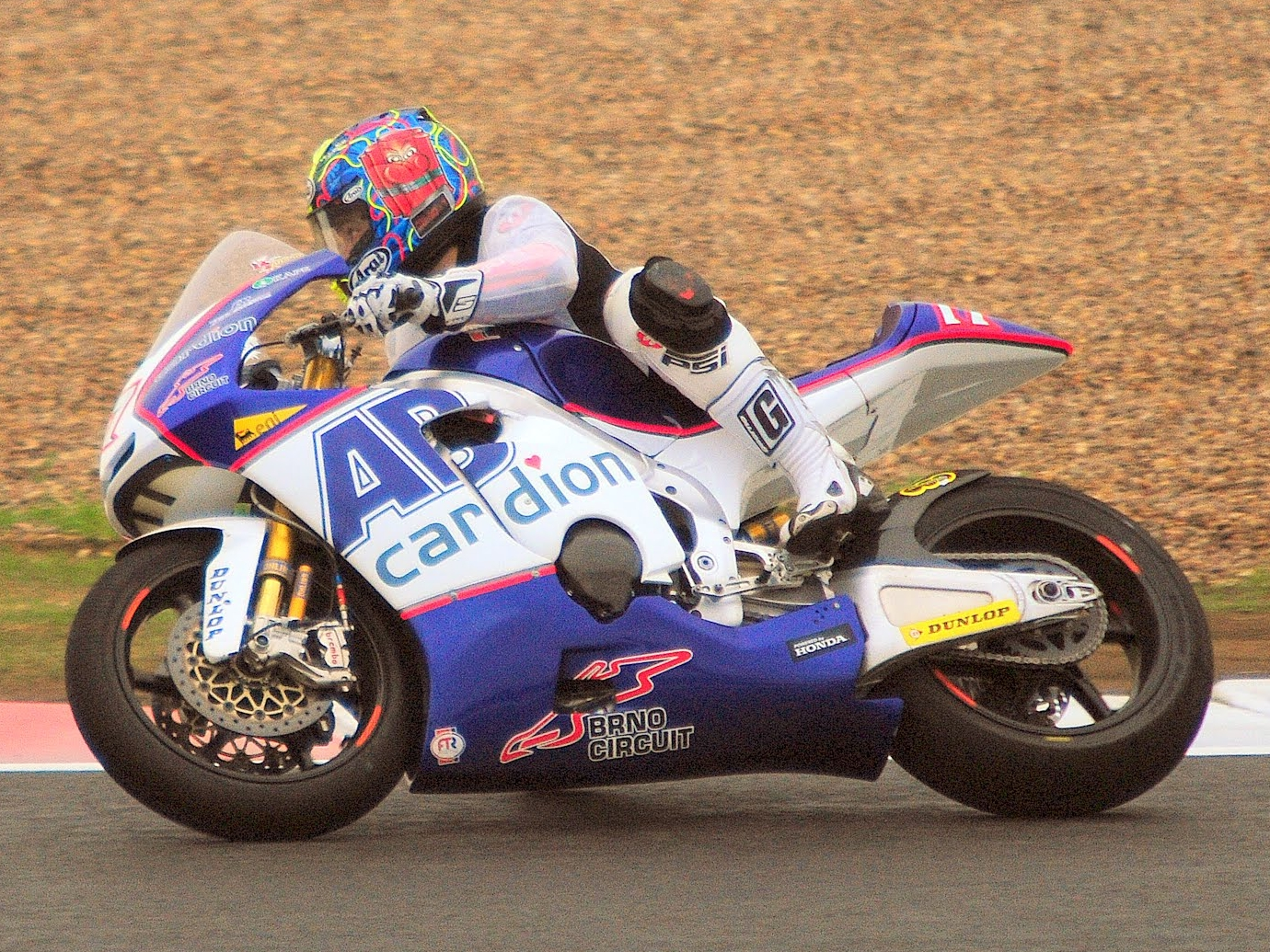
Карел Абрахам на FTR M210, 2010 рік

У 2010 році на зміну класу 250сс був введений новий — Moto2, внаслідок чого Карел разом з командою змінили постачальника мотоциклу: на перших двох етапах Абрахам стартував на RSV, після чого до кінця сезону виступав на FTR. Такі зміни позитивно вплинули на результати чеха: у Валенсії він здобув першу і єдину для себе перемогу, окрім цього посів третє місце на Гран-Прі Японії, в підсумку посівши у сезоні 10-е місце, набравши 96 балів. У цьому сезоні чех змушений був пропустити Гран-Прі Чехії, Індіанаполісу та Сан-Марино внаслідок травми, якої зазнав під час кваліфікації у Брно.

### MotoGP
У 2011 році Карел Абрахам разом з командою перейшов до «королівського» класу, вибравши за постачальника мотоциклів Ducati. Найкращим результатом стали два сьомих місця (Іспанія і Велика Британія), що дозволило йому в підсумку зайняти 14-е місце з 64 очками.
У 2012 році Абрахам з командою продовжили співпрацювати з Ducati. Найкращим результатом сезону стало вигляді сьоме місце у Валенсії, що дозволило за підсумками сезону знову фінішувати на 14-у місці з 59 очками.
У сезоні 2013 року Карел продовжив виступати за «Cardion AB Motoracing», виступаючи на мотоциклі ART, побудованому на базі моделі Aprilia RSV4. У середині сезону, на Гран-Прі Індіанаполісу, Абрахам зазнав травми плеча. І, хоча він і виступав на наступному етапі у Чехії, але, через серйозність травми, змушений був завершити свої виступи у цьому сезоні. За половину гонок сезону, в яких виступав Карл, він набрав лише 5 очок, зайнявши 24 місце в загальному заліку.
На сезон 2014 Абрахам змінив мотоцикл на клієнтський Honda RCV1000R. Це дозволило протягом сезону демонструвати хоча й невисокі, проте стабільні результати. Найкращими стали два 11-их місця (у Індіанаполісі та Сан Марино). В загальному заліку Карел зайняв 17-е місце.
В наступному сезоні серія травм для Абрахама продовжилась. З 18 гонок сезону він взяв участь лише у 11, причому у більшості не фінішував. За підсумками чемпіонату він не зміг набрати жодного очка. Це, а також фінансові проблеми його батька, який утримував команду, спонукали Карела до переходу з наступного сезону у чемпіонат WSBK.

### WSBK
На сезон 2016 Карел приєднався до команди «Milwaukee BMW».

### Статистика виступів

#### У розрізі сезонів
| Сезон | Клас   | Команда                          | Мотоцикл                | Гонки | Пер | Под | ПП | НК | Очки | Місце |
| ----- | ------ | -------------------------------- | ----------------------- | ----- | --- | --- | -- | -- | ---- | ----- |
| 2005  | 125сс  | Aprilia Cardion Semprucci Blauer | Aprilia                 | 15    | 0   | 0   | 0  | 0  | 0    | НК    |
| 2006  | 125сс  | Cardion AB Motoracing            | Aprilia                 | 16    | 0   | 0   | 0  | 0  | 8    | 24    |
| 2007  | 250сс  | Cardion AB Motoracing            | Aprilia                 | 17    | 0   | 0   | 0  | 0  | 31   | 16    |
| 2008  | 250сс  | Cardion AB Motoracing            | Aprilia                 | 15    | 0   | 0   | 0  | 0  | 40   | 16    |
| 2009  | 250сс  | Cardion AB Motoracing            | Aprilia                 | 16    | 0   | 0   | 0  | 0  | 74   | 14    |
| 2010  | Moto2  | Cardion AB Motoracing            | RSV                     | 14    | 1   | 2   | 0  | 1  | 96   | 10    |
| 2010  | Moto2  | Cardion AB Motoracing            | FTR                     | 14    | 1   | 2   | 0  | 1  | 96   | 10    |
| 2011  | MotoGP | Cardion AB Motoracing            | Ducati Desmosedici GP11 | 16    | 0   | 0   | 0  | 0  | 64   | 14    |
| 2012  | MotoGP | Cardion AB Motoracing            | Ducati Desmosedici GP12 | 14    | 0   | 0   | 0  | 0  | 59   | 14    |
| 2013  | MotoGP | Cardion AB Motoracing            | ART                     | 9     | 0   | 0   | 0  | 0  | 5    | 24    |
| 2014  | MotoGP | Cardion AB Motoracing            | Honda RCV1000R          | 18    | 0   | 0   | 0  | 0  | 33   | 17    |
| 2015  | MotoGP | AB Motoracing                    | Honda RC213V-RS         | 11    | 0   | 0   | 0  | 0  | 0    | НК    |
| Разом | Разом  | Разом                            | Разом                   | 161   | 1   | 2   | 0  | 1  | 410  |       |

## Цікаві факти
- У 2012 році в рамках промоції Гран-Прі Чехії та автомотодрому Брно відбулися змагання на швидкість між мотоциклом, автомобілем та літаком: Карел Абрахам на Ducati Panigale 1199 протистояв чемпіону Чехії по GT на Porsche 911 GT3 Cup та льотчик у відставці на військовому винищувачі L-29. В результаті заїзду на традиційну дрегову дистанцію перемогу отримав мотоцикл, автомобіль був другим, а літак — третім.[6]